# پیمان ۱۸۹۹ انگلیس و کویت
پیمان ۱۸۹۹ انگلیس و کویت پیمان محرمانه ای بود که میان امپراتوری بریتانیا و شیخ نشین کویت در ۲۳ ژانویه ۱۸۹۹ امضا شد.
بر پایهٔ مقررات آن انگلیس پایبند شد در ازای محدود کردن دسترسی قدرتهای خارجی به شیخ نشین و تنظیم امور داخلی آن، از پیوستگی سرزمینی کویت نگاهبانی کند.

## پیش زمینه
شیخ نشین کویت از زمان پایه‌گذاری در اوایل سدهٔ ۱۸ به‌طور دوفاکتو از استقلال برخوردار بود.
این شیخ نشین در بعضی مواقع موظف به ایفای نقش یک دولت منشعب باجگزار، در برابر دو قدرت منطقه ای امامان وهابی ریاض و امپراتوری عثمانی بود.
عثمانیها در پی لشگرکشی موفق نجد در سال ۱۸۷۱، نفوذ خود را بر کویت تثبیت کردند.
در سال ۱۸۹۲، محمد الصباح به پادشاهی کویت رسید. بی‌لیاقتی محمد به عنوان یک حاکم به پیدایش تدریجی برادرزنش یوسف بن عبدالله آل ابراهیم به عنوان یک «عالیجناب خاکستری‌پوش» انجامید.
آل ابراهیم در ادامه سیاست‌های ترکوفیل را دنبال کرد، این امر باعث از میان رفتن محافل ملی‌گرای جامعه کویت شد. در ماه مه ۱۸۹۶، محمد از سوی برادر ناتنی خود مبارک الصباح که پس از او قدرت را بدست گرفت، ترور شد.
عثمانی‌ها باورمند بودند که این شورش بخشی از نقشه بزرگتر انگلیس برای ایجاد اتحاد ضد عثمانیِ پان عرب است.
عثمانی‌ها به دیدار مبارک الصباح با نمایندهٔ انگلیس در بوشهر کمی پیش از کودتا استناد کردند و در ادامه ادعا کردند که جاسم بن ثانی از قطر و امیر محمد بن راشد از حائل نیز بخشی از این اتحاد بوده‌اند. نمایندهٔ انگلیس این ادعاها را رد کرد.
مبارک الصباح از ترس کینجوئی دو پسر محمد صباحِ مقتول، از عثمانیان خواست تا به او لقب قائم مقام دهند تا از وضعیت خود به عنوان غاصب خلاص شود.
حمدی پاشا، فرماندار کل استان همسایه یعنی بصره، از پیشنهاد الحاق کویت به مافوق خود امتناع ورزید.
در یک لحظه حساس حمدی پاشا با محسن پاشا (که مبارک الصباح موفق شد با رشوه او را بدست آورد) جایگزین شد.
زمانی که نفوذ انگلیس در کویت ظاهراً در حد خود بود مبارک الصباح با طلب حمایت از انگلیس به کنسول این کشور در بصره نزدیک شد.
انگلیس در آغاز تمایلی نشان نمی‌داد زیرا چنین اقدامی احتمالاً به تضاد منافع با قدرتهای بزرگ دیگر مانند فرانسه و روسیه می‌انجامید.
هنگامیکه ولادیمیر کاپنیست کارآفرین روس طرح خود را برای ایجاد راه‌آهن بندر طرابلس مدیترانه به کویت ارائه داد، وضعیت تغییر کرد.
انگلیسیها با دیدن این طرح که به زیان منافع شان در میانرودان بود، به میز مذاکره بازگشتند.

## پیمان
در ۲۳ ژانویه ۱۸۹۹، مبارک الصباح و نمایندهٔ انگلیس مید پیمان پنهان انگلیس و کویت را امضا کردند.
تحت شرایط آن شیخ و جانشینان وی توافق کردند که عوامل یا نمایندگان خارجی را نپذیرند. همچنین این پیمان آنها را از فروش، اجاره، رهن یا واگذاری هر بخشی از سرزمین تحت کنترلشان به دولت یا شهروند خارجی بدون رضایت قبلی انگلیس منع می‌کرد.
در برابر، انگلیسی‌ها باید سالانه مبلغ ۱۰۰۰ پوند استرلینگ به شیخ کویت اعطا می‌کردند، افزون بر این، انگلیس متعهد شد که از پیوستگی سرزمینی کویت در برابر تهدیدات خارجی نگاهبانی کند.

## پیامد
پیمان ۱۸۹۹ با توافق‌نامه‌های کوچک دیگری دنبال شد که نقش انگلیس در این کشور را (از جمله مدیریت مروارید و منابع نفتی آن) تقویت کرد.
در سالهای بعد انگلیس چندین تلاش عثمانی برای برقراری دوباره کنترل خود بر کویت را از راه تلاشهای دیپلماتیک و نظامی خنثی کرد.
در سال ۱۹۰۴، ناخدا اس. جی ناکس به عنوان نخستین نماینده انگلیس در کویت گماشته شد. وضعیت پیمانهای یادشده بعداً با پیمان ۱۸۹۹ با توافق‌نامه‌های کوچک دیگری دنبال شد که نقش انگلیس در این کشور را (از جمله مدیریت مروارید و منابع نفتی آن) تقویت کرد.
در سالهای بعد انگلیس چندین تلاش عثمانی برای برقراری دوباره کنترل خود بر کویت را از راه تلاشهای دیپلماتیک و نظامی خنثی کرد.
در سال ۱۹۰۴، ناخدا اس. جی ناکس به عنوان نخستین نمایندهٔ انگلیس در کویت گماشته شد. وضعیت پیمانهای یادشده بعداً با پیمان بریتانیا و عثمانی (۱۹۱۳) تأیید شد.

## بن‌مایه
- همکاری‌کنندگان ویکی‌پدیا، «Anglo-Kuwaiti Agreement of 1899»، ویکی‌پدیای انگلیسی، دانشنامهٔ آزاد (بازیابی ۰۲ بهمن ۱۳۹۹)